# 1904 au Nouveau-Brunswick
Chronologie du Nouveau-Brunswick
- 1900
- 1901
- 1902
- 1903
- 1904
- 1905
- 1906
- 1907
- 1908

Cette page concerne des événements d'actualité survenus en 1904 dans la province canadienne du Nouveau-Brunswick.

## Événements
- 30 janvier : le libéral Henry Robert Emmerson est réélu député de sa circonscription fédérale par acclamation de Westmorland lors d'une élection partielle organisée.
- 16 février : le conservateur John Waterhouse Daniel remporte l'élection partielle fédérale de la Cité  de Saint-Jean à la suite de la démission d'Andrew George Blair.
- 3 novembre : lors de l'élection fédérale, 7 libéraux, 5 conservateurs et 1 libéral-conservateur sont élus dans la province.

## Naissances
- 20 juin : Édith Pinet, infirmière

## Décès
- 3 février : Robert Young, député
- 7 mai : James Dever, sénateur
- 7 juin : Antoine Girouard, marchand et homme politique